# 352

## Úmrtí
- 12. dubna – Julius I. – papež katolické církve

## Hlavy států
- Papež – Julius I. (337–352) » Liberius (352–366)
- Římská říše – Constantius II. (337–361)
- Perská říše – Šápúr II. (309–379)